# Pasífae

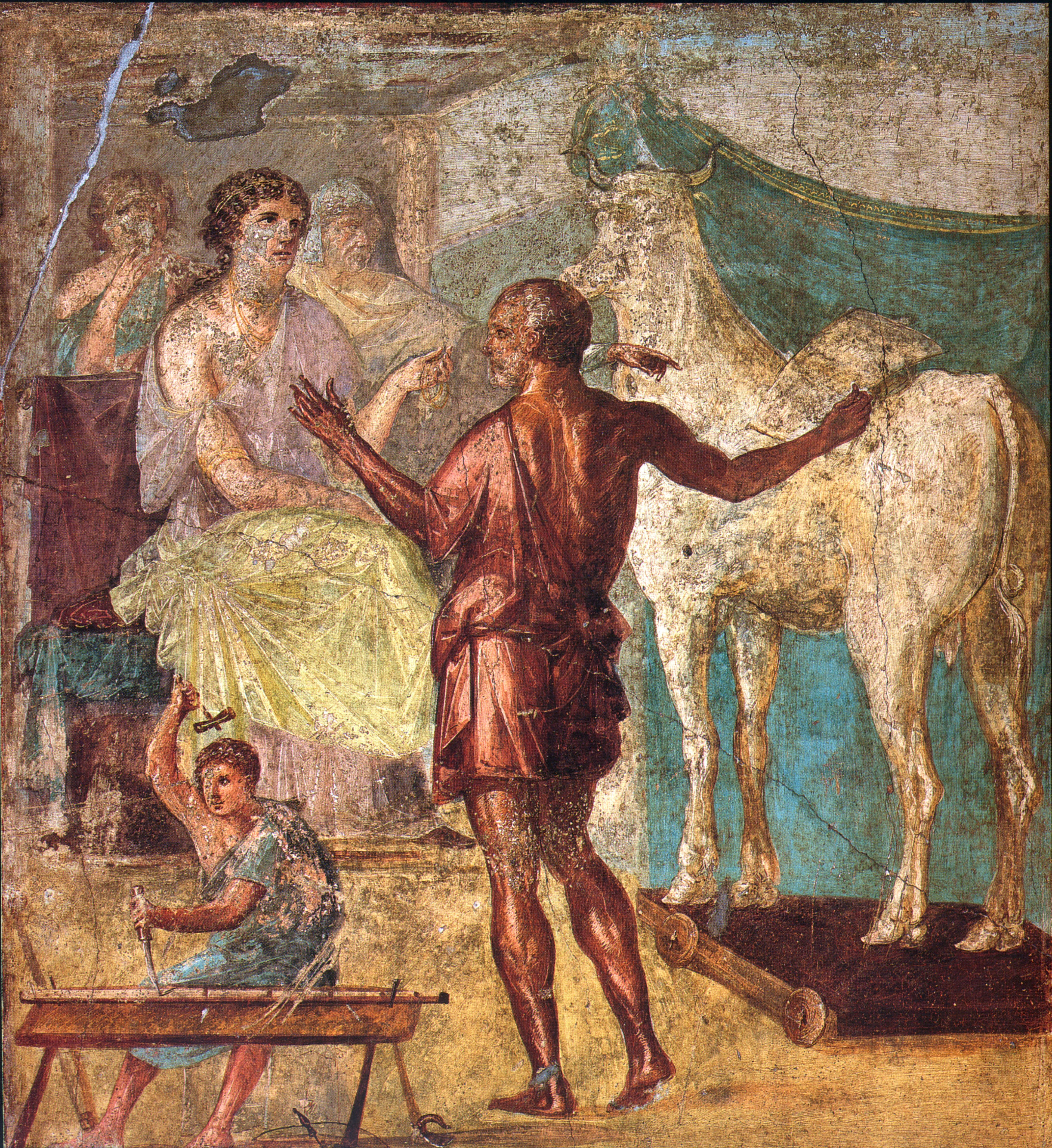
Dèdal i Pasífae (pintura al fresc, Pompeia, circa segle I)

Pasífae (en grec Πασιφάη) va ser, en la mitologia grega, una heroïna, filla d'Hèlios i de Perseis. Els seus germans són Eetes, rei de la Còlquida i la maga Circe.
Es casà amb Minos, rei de Creta, i fou mare de quasi tots els seus fills.
La llegenda més coneguda de Pasífae tracta dels seus amors monstruosos amb un toro. S'explicava que Minos, quan va reclamar el tron de Creta, havia demanat als déus un senyal que l'avalés. Quan va oferir un sacrifici a Posidó, va demanar al déu que fes sortir un toro de la mar i, a canvi, li va prometre que sacrificaria l'animal. Posidó va accedir als seus precs, però Minos es feu enrere i no li sacrificà l'animal. Com a càstig Posidó va fer enfurir el toro, i més endavant va inspirar a Pasífae un amor irresistible pel toro. També es deia que era un càstig d'Afrodita a Pasífae, perquè havia menyspreat el culte a la deessa, o bé que la deessa venjava en la jove l'ofensa que li havia fet Hèlios, quan va explicar a Hefest els seus amors clandestins amb Ares.
Sense saber com satisfer el seu desig, Pasífae va demanar consell a Dèdal, que li construí una vedella tan perfecta, tan semblant a un animal de veritat, que va enganyar el toro. Pasífae es va col·locar dins d'aquesta vedella i així es va produir l'acoblament monstruós. D'aquests amors en va néixer un ésser mig toro i mig home, el Minotaure. Minos, quan va conèixer els fets, va prohibir a Dèdal, amb qui es va enutjar, que sortís de Creta, però es va escapar amb la complicitat de Pasífae. Una llegenda més corrent fa que Minos tanqui Dèdal en una torre, ensems amb el seu fill Ícar, i que pare i fill s'escapin volant.
S'atribuïa a Pasífae una gran gelosia i virtuts de fetillera, com sa germana Circe i la seva neboda Medea, filla d'Eetes. Per a impedir que Minos s'unís a altres dones, va llançar una maledicció segons la qual totes les dones que el rei estimava morien devorades per unes serps que sortien del cos de Minos. Procris, filla d'Erecteu, el va sanar d'aquesta maledicció.